# Daft Punk
Daft Punk foi uma dupla francesa de música eletrônica formada em 1993, em Paris, na França, por Guy-Manuel de Homem-Christo e Thomas Bangalter. Eles alcançaram significativa popularidade no final dos anos 1990 como parte do movimento french house. Nos anos seguintes, consolidaram o sucesso combinando elementos de house com synthpop, disco, rock e techno. A dupla também é creditada pela produção de canções consideradas essenciais no panorama da french house. Entre 1996 e 2008, a sua carreira musical foi gerida por Pedro Winter (Busy P), chefe da gravadora Ed Banger Records.
No início de suas carreiras, os dois membros do Daft Punk integraram a banda Darlin', projeto influenciado pela sonoridade dos Beach Boys e Rolling Stones, mas rapidamente dissolvido. Guy-Manuel de Homem-Christo e Thomas Bangalter formaram então o Daft Punk, vindo a lançar em 1997 o seu aclamado álbum de estreia, Homework. Em 2001 foi lançado com ainda maior sucesso o segundo trabalho, Discovery, contendo os singles "One More Time", "Digital Love" e "Harder, Better, Faster, Stronger".
Em março de 2005 a dupla lançou o álbum Human After All, e apesar de algumas críticas terem afirmado que o som era repetitivo, isso não impediu o sucesso dos hits "Robot Rock" e "Technologic" nos charts do Reino Unido. Em 2006, iniciaram uma turnê que se prolongou até 2007, originando o álbum ao vivo Alive 2007, que foi premiado com um Grammy na categoria "Melhor Álbum de música Eletrônica/Dance". A dupla compôs ainda a trilha sonora para o filme Tron: Legacy, lançada em álbum de mesmo nome em 2010.
Em 2013, a banda lançou o álbum Random Access Memories, do qual destaca-se a música "Get Lucky", uma parceria com o músico Pharrell Williams.
A dupla foi reconhecida por apresentar elaborados shows ao vivo, nos quais os diversos elementos e efeitos visuais são incorporados em sincronia com as suas produções musicais, bem como por usarem trajes ornamentados com temas robóticos, tanto em público quanto no palco.

## História

### Primeiros anos (1987–1993)
Thomas Bangalter e Guy-Manuel de Homem-Christo se conheceram em 1987 no Lycée Carnot, uma escola secundária de Paris. Os dois se tornaram bons amigos e depois gravaram algumas faixas demo com outros colegas da escola. Essa parceria inicial culminou na formação de um grupo à base de guitarra chamado Darlin', junto com Laurent Brancowitz, em 1992. Bangalter e Homem-Christo tocavam baixo e guitarra, respectivamente, enquanto Brancowitz era o baterista. O nome escolhido para o trio foi uma homenagem à canção "Darlin'" do The Beach Boys, a qual faziam cover juntamente com uma composição original. Stereolab lançou ambas as faixas em um EP multi-artista da Duophonic Records e convidou a banda para abrir shows no Reino Unido. Bangalter considerou que "O rock n' roll que fizemos foi bem mediano, eu acho. Foi tão breve, talvez seis meses, quatro músicas e dois shows e então acabou." Uma crítica negativa na Melody Maker posteriormente apelidou a música como "a bunch of daft punk" ("um bando de punks bobos", em inglês). Ao invés de dispensarem a crítica, Bangalter e Homem-Christo acharam divertido. Homem-Christo declarou: "Lutamos tanto tempo para encontrar [o nome] Darlin', e isto aconteceu tão rápido". Pouco depois, Darlin' se dissolveu, e Brancowitz seguiu outras oportunidades com a banda Phoenix. Bangalter e Homem-Christo formaram Daft Punk e experimentaram máquinas de ritmos e sintetizadores.

### EraHomework(1993–1999)

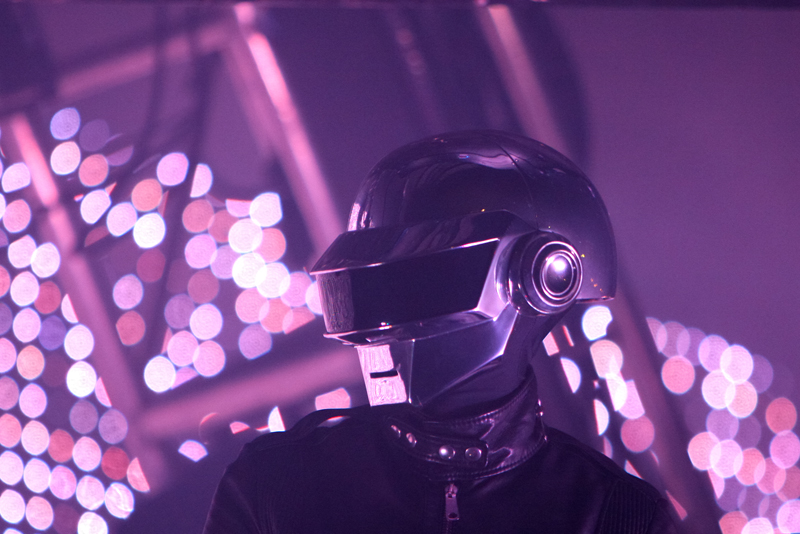
Thomas Bangalter se apresentando em Miami, Flórida, em 2007

Em 1993, Daft Punk frequentou uma rave na EuroDisney, onde encontraram Stuart Macmillan, da banda Slam, cofundador da gravadora Soma Quality Recordings. O demo dado à Macmillan na rave formou a base para o single de estreia de Daft Punk, "The New Wave", um lançamento limitado em 1994. O single também continha a versão final de "The New Wave", chamada "Alive", que seria apresentada no seu primeiro álbum.
Daft Punk retornou ao estúdio em maio de 1995 para gravar "Da Funk", que veio a se tornar seu primeiro single bem sucedido comercialmente ainda no mesmo ano. Após o sucesso de "Da Funk", a dupla visou encontrar um empresário, eventualmente escolhendo Pedro Winter, que regularmente os promovia juntamente com outros artistas em suas boates Hype. A banda assinou com a Virgin Records em setembro de 1996 e fez um acordo através do qual eles licenciaram as suas faixas para a gravadora principal através da sua empresa de produção, Daft Trax. Bangalter falou da decisão da dupla de assinar com a Virgin:
| “ | Muitas gravadoras nos fizeram ofertas. Elas vieram de toda parte, mas decidimos esperar - em parte porque nós não queríamos perder o controle do que havíamos criado. Nós rejeitamos muitas gravadoras. Não estávamos interessados no dinheiro, então, rejeitamos gravadoras que estavam procurando por um controle maior do que estávamos dispostos a ceder. Na realidade, somos mais como parceiros da Virgin. | ” |

No que diz respeito ao controle de criatividade e liberdade da dupla, Bangalter disse:
| “ | Nós temos muito mais controle do que dinheiro. Você não pode ter tudo. Vivemos em uma sociedade onde dinheiro é o que as pessoas querem, então elas não podem ter o controle. Nós escolhemos. Controle é liberdade. As pessoas dizem que somos malucos por controle, mas controle é controlar o seu destino sem controlar outras pessoas. Não estamos tentando manipular outras pessoas, estamos apenas controlando o que nós mesmos fazemos. Controlar o que fazemos é ser livre. As pessoas deveriam parar de pensar que um artista que controla o que ele faz é algo ruim. Muitos artistas de hoje são apenas vítimas, não tendo controle, e não são livres. E isso é patético. Se você começar sendo dependente do dinheiro, então o dinheiro tem que chegar no ponto em que se ajuste às suas despesas. | ” |

"Da Funk" e "Alive" foram posteriormente incluídos no álbum de estreia do Daft Punk, Homework, de 1997. A obra foi considerada como uma síntese inovadora de techno, house, acid house e estilos de electro, e é amplamente reconhecido como um dos mais influentes álbuns de dance music dos anos noventa. "Da Funk" também foi incluído na trilha sonora do filme The Saint. Foi durante este período de mudança na dance music que a dupla se tornou amplamente bem sucedida. Eles combinaram os estilos musicais acima mencionados e elementos de rave music que agradavam a plateia. O single mais bem sucedido de Homework foi "Around the World", que é conhecido por repetir o canto do título da canção. Daft Punk também produziu uma série de videoclipes para Homework, dirigidos por Spike Jonze, Michel Gondry, Roman Coppola e Seb Janiak. A coleção de vídeos foi lançada em 1999 e intitulada D.A.F.T.: A Story About Dogs, Androids, Firemen and Tomatoes.

### EraDiscovery(1999–2004)
Em 1999 a dupla já se encontrava nas sessões para gravação do seu segundo trabalho, que havia sido iniciado um ano antes. O lançamento de Discovery, em 2001, trouxe um estilo orientado ao synthpop, mais suave e distinto, o que inicialmente chocou os fãs dos trabalhos anteriores em Homework. A dupla afirma que Discovery foi concebido como uma tentativa de se reconectar com uma atitude divertida e mente aberta, associada com a fase de descoberta da infância, fazendo uso pesado de temas e samples do final dos anos 70 e início dos anos 80. Discovery alcançou a segunda posição no Reino Unido, com "One More Time" se tornando o hit principal e conseguindo um grande sucesso, quase atingindo o topo da UK Singles Chart. A canção é conhecida por ser muito autossintonizada e comprimida, e tanto ela quanto o álbum ajudaram a criar uma nova geração de fãs muito familiarizados com o segundo lançamento de Daft Punk. "Digital Love" e "Harder, Better, Faster, Stronger" também foram muito bem sucedidos nas paradas musicais no Reino Unido e nos Estados Unidos, e "Face to Face" atingiu a primeira posição em paradas musicais dos EUA, apesar de seu lançamento limitado. Um trecho de 45 minutos de uma performance do Daftendirektour, gravada em Birmingham, no Reino Unido, em 1997, também foi lançada em 2001, intitulado Alive 1997.
2003 viu o lançamento do longa animado Interstella 5555: The 5tory of the 5ecret 5tar 5ystem. A dupla produziu o filme sob a supervisão de Leiji Matsumoto, quem eles haviam afirmado ser o seu herói de infância. O álbum Daft Club também foi lançado para promover o filme, apresentando uma coleção de remixes anteriormente disponibilizados através de um serviço de assinatura online de mesmo nome.

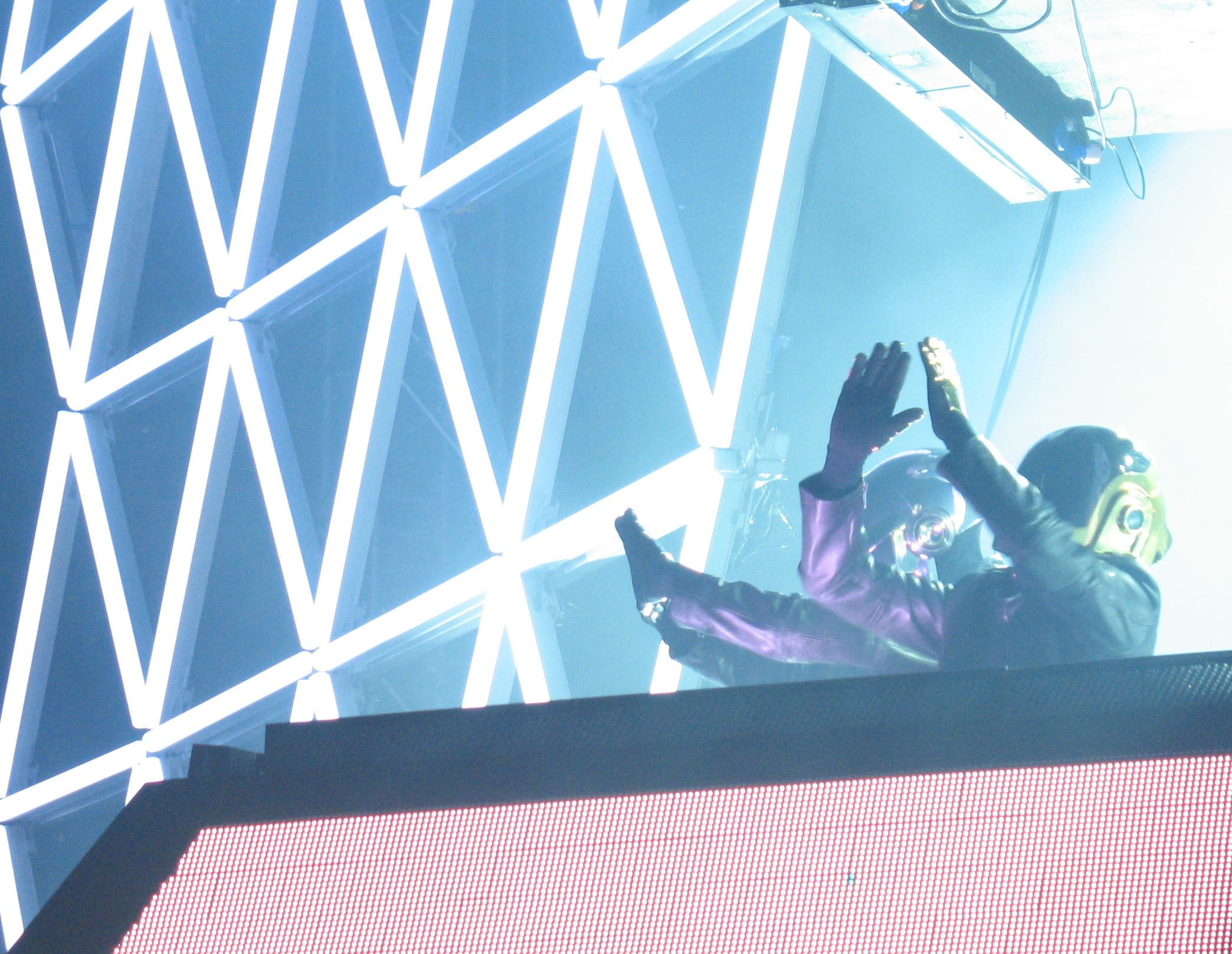
Daft Punk se apresentando em Berkeley, Califórnia, em 27 de Julho de 2007

### EraHuman After All(2004–2008)
Começando em 13 de setembro e terminando em 9 de novembro de 2004, Daft Punk dedicou seis semanas para a criação do novo material. A dupla lançou o trabalho Human After All em março de 2005 e as críticas foram variadas, principalmente citando sua natureza excessivamente repetitiva e a aparente gravação apressada. Os singles deste álbum são: "Robot Rock", "Technologic", "Human After All" e "The Prime Time of Your Life". A primeira declaração oficial da dupla sobre a obra musical foi: "acreditamos que 'Human After All' fala por si".
Um CD/DVD de antologia de Daft Punk, intitulado Musique Vol. 1 1993-2005, foi lançado em 4 de abril de 2006, nos Estados Unidos. Este contém novos videoclipes de "The Prime Time of Your Life" e "Robot Rock (Maximum Overdrive)". Daft Punk também lançou um álbum de remixes chamado Human After All: Remixes. Uma edição limitada incluía dois kubricks de Daft Punk como robôs.
Em 21 de maio de 2006, Daft Punk estreou seu primeiro filme dirigido, Daft Punk's Electroma, no Festival de Cannes. O filme não inclui a sua própria música, o que é a primeira vez para a dupla, considerando seu DVD e filme anteriormente lançados (D.A.F.T. para Homework e Interstella 5555 para Discovery). Sessões de meia-noite do filme foram realizadas em teatros de Paris, a partir do final de março de 2007. O público inicial fez comentários positivos sobre o filme.
Daft Punk lançou seu segundo trabalho ao vivo, intitulado Alive 2007, em 19 de novembro de 2007. Este contém a performance da dupla em Paris, da sua turnê Alive 2007, e inclui um livro de 50 páginas de fotografias tiradas durante a turnê. A versão ao vivo de "Harder, Better, Faster, Stronger", do álbum Alive 2007, foi lançado como um single. Um videoclipe para a canção, dirigido por Olivier Gondry, apresenta filmagens gravadas por 250 espectadores da presença de Daft Punk no Brooklyn, no Keyspan Park, em Coney Island.

### EraTron: Legacy(2008–2010)
Após a turnê Alive 2007, Daft Punk se focou em outros projetos. Uma entrevista de 2008 com Pedro Winter revelou que a dupla retornou ao seu estúdio em Paris para trabalhar no novo material. Winter também deixou de ser empresário de Daft Punk para focar a atenção na sua gravadora, Ed Banger Records, e em seu trabalho como Busy P. Ele declarou mais tarde, em uma entrevista, que a dupla estava trabalhando com uma empresa administrativa não especificada em Los Angeles. Em 2008, Daft Punk ficou na 38ª posição em uma votação mundial oficial da DJ Magazine, após estrear na 71ª posição em 2007. Em 8 de fevereiro de 2009, Daft Punk ganhou dois Grammys com Alive 2007 e seu single "Harder, Better, Faster, Stronger".

Daft Punk em DJ Hero

Daft Punk forneceu onze novas mixagens ao apresentar sua música para o vídeogame DJ Hero. Eles também aparecerem no jogo como personagens jogáveis, junto com seu próprio cenário. A dupla aparece vestindo seus capacetes da era Discovery e trajes de couro da era Human After All. As aparências jogáveis de Daft Punk estão ausentes na sequência DJ Hero 2, que inclui uma versão remixada de sua canção "Human After All".
Na San Diego Comic-Con de 2009, foi anunciado que a dupla compôs 24 faixas para o filme Tron: Legacy. A trilha de Daft Punk foi harmonizada e orquestrada por Joseph Trapanese. A banda colaborou com ele durante dois anos, da pré-produção até o acabamento da trilha. A trilha apresenta uma orquestra de 85 pessoas, e foi gravada no AIR Lyndhurst Studios, em Londres. Joseph Kosinski, diretor de Tron: Legacy, se referiu à trilha como uma mistura de elementos eletrônicos e orquestrais. Daft Punk também fez uma participação especial como programas de disc jockey, vestindo sua marca registrada, o disfarce de robô, dentro do mundo virtual do filme. A coadjuvante de Tron: Legacy, Olivia Wilde, afirmou que a dupla pode estar envolvida com futuros eventos promocionais relacionado ao filme. Um teaser trailer mostra Daft Punk e sua faixa "Derezzed" de Tron: Legacy. O álbum da trilha sonora do filme foi lançado em 6 de dezembro de 2010. Uma edição de luxo com 2 discos do álbum também foi lançada, incluindo um pôster da dupla no filme. Faixas bônus adicionais também estão disponíveis através de vários vendedores online. Um videoclipe oficial de "Derezzed" também estreou na MTV Networks no mesmo dia em que o álbum foi lançado. Mais tarde, o vídeo foi disponibilizado à compra na iTunes Store. A Walt Disney Records lançou um álbum de remix da trilha intitulado Tron: Legacy Reconfigured, em 5 de abril de 2011.
Em 2010, Daft Punk foi admitido na Ordre des Arts et des Lettres, uma condecoração da França. Bangalter e Homem-Christo foram individualmente condecorados na classe Chevalier (cavaleiro).

### EraRandom Access Memories(2010–2021)

Capa do Albúm Random Access Memories

A Soma Records lançou uma faixa de Daft Punk não publicada anteriormente, intitulada "Drive", que foi criada durante a mesma época em que a dupla estava com a Soma Records, e gravando "Rollin' and Scratchin'" e "Da Funk". A faixa foi incluída numa compilação multi-artista de 20° aniversário da Soma. Em outubro de 2011, Daft Punk alcançou a 28° posição na enquete mundial oficial da DJ Magazine, depois de aparecer na 44° posição no ano anterior. Em 19 de janeiro de 2012, Daft Punk ficou em segundo lugar na Mixmag's Greatest Dance Acts of All Time, com The Prodigy ficando em primeiro lugar por apenas alguns pontos de diferença.
Após uma série de rumores, a dupla anunciou seu quarto álbum. A dupla anunciou o término do seu contrato com a EMI para assinar com a Columbia Records. Panda Bear do Animal Collective, Giorgio Moroder, Pharrell Williams, Nile Rodgers e Paul Williams trabalharam com a dupla no novo álbum.
Em 23 de março de 2013 foi confirmado o nome do próximo álbum, intitulado Random Access Memories, lançamento em 21 de maio de 2013. A venda da primeira faixa, "Get Lucky" começou a ser disponibilizada em 19 de abril de 2013 no serviço iTunes.
A faixa "Lose Yourself to Dance" foi enviada às rádios como segundo single do álbum no dia 13 de agosto de 2013. Um trailer do clipe oficial foi exibido na trigésima edição do Video Music Awards. A versão completa do clipe foi liberada pela dupla no dia 19 de setembro.
No dia 06 de Dezembro de 2013, a música Instant Crush foi lançada como single. O clipe conta a história de um casal de bonecos de cera que ao final são destruídos pelo fogo.
Random Access Memories bateu recorde de vendas e se tornou o álbum que teve mais cópias comercializadas em sua primeira semana de lançamento no Reino Unido. Apesar de as faixas de Random Access Memories terem vazado na internet, o álbum vendeu 165 000 exemplares em sete dias, número que colocou a dupla no topo das paradas britânicas pela primeira vez, segundo o Official Charts Company, orgão oficial da indústria fonográfica daquele país.
Get Lucky, primeiro single do novo álbum, ficou duas semanas seguidas entre os 20 primeiros da lista da Billboard Hot 100 e conta com a participação de Pharrell Williams.
Em 22 de fevereiro de 2021, foi anunciada a separação da dupla após 28 anos de carreira. O anúncio foi feito a partir de um vídeo chamado Epilogue, tirado do seu filme Electroma de 2006.

## Influências
Bangalter e Homem-Christo disseram que muitas fontes influenciaram seu estilo musical. Anos antes de produzirem música eletrônica como uma dupla, afirmaram que compartilhavam o gosto por Elton John, MC5, The Rolling Stones, The Beach Boys e The Stooges. A sua admiração em comum por bandas de rock levou à fundação de seu próprio projeto independente, "Darlin'". Bangalter afirmou que "Talvez tenha sido mais uma coisa de adolescente, naquela ocasião. É como, você sabe, todos querem estar em uma banda." Eles se inspiraram no rock e acid house no Reino Unido durante o início da década de 90. Homem-Christo apontou Screamadelica, de Primal Scream, como um trabalho influente do gênero "colocar tudo junto".
Os encartes de Homework homenageiam um grande número de artistas musicais e contém uma citação de Brian Wilson. Bangalter afirmou que "Na música de Brian Wilson você podia realmente sentir a beleza - era muito espiritual. Tal como Bob Marley, também." Quando questionado sobre o sucesso do álbum de estreia de Daft Punk e a crescente popularidade de seus gêneros musicais relacionados, Bangalter respondeu, "antes de nós, você tinha Frankie Knuckles ou Juan Atkins e assim por diante. O mínimo que você pode fazer é respeitar aqueles que não são conhecidos e que têm influenciado pessoas." A faixa de Daft Punk "Teachers", em Homework, refere-se a várias influências, incluindo Romanthony e Todd Edwards. Homem-Christo declarou que "Sua música teve um grande efeito sobre nós. O som de suas produções — a compressão, o som da bateria e a voz de Romanthony, a emoção e a alma — é parte de como tocamos hoje." Em 2011, Bodytonic transmitiu um DJ mix de 42 faixas, com tema de "Teachers", sobre os artistas que inspiraram o Homework, o que incluía a citação de Wilson.
Romanthony e Edwards mais tarde colaboraram com Daft Punk em faixas para o Discovery. Para o álbum, Daft Punk se focou em novos estilos de música eletrônica. Uma grande inspiração foi o single "Windowlicker", de Aphex Twin, que foi "nem uma faixa puramente 'club music', nem uma faixa muito 'chill-out', lenta, para relaxar", segundo Bangalter. A dupla também utilizou equipamentos clássicos para recriar o som de um artista anterior. Como afirmado por Homem-Christo, "em 'Digital Love' você recebe esta vibração de Supertramp, na bridge", que foi gerada através de um piano Wurlitzer de estúdio. Durante uma entrevista posterior, Homem-Christo esclareceu que "não fizemos uma lista de artistas que gostamos e copiamos suas músicas".
Em outra entrevista, Bangalter mencionou Andy Warhol como uma das primeiras influências artísticas de Daft Punk.

## Componentes visuais e imagem
Daft Punk é conhecido pelo uso de componentes visuais associados com as suas produções musicais. Os videoclipes para os singles de Homework caracterizaram personagens memoráveis e colocaram ênfase na história em vez de performance musical. Discovery, posteriormente, se tornou a trilha sonora para Interstella 5555.
O visual da dupla também tem mudado ao longo do tempo. Durante os anos de Homework, a dupla normalmente usava máscaras para esconder sua aparência. Quando não estão usando disfarces, eles ocasionalmente preferiam ser substituídos por animação (como apareceram no DVD The Work of Director Michel Gondry) ou ter seus rostos digitalmente escurecidos para materiais de imprensa. Poucas fotos oficiais dos rostos da dupla existem, incluindo uma embaçada, encontrada nas notas de Homework; entretanto, há algumas fotos da dupla durante os anos iniciais.
Em seus anos mais visíveis de Discovery, eles apareceram como robôs futuristas para fotos de publicidade, entrevistas, shows ao vivo e videoclipes. Estes trajes, projetados por Tony Gardner e Alterian, Inc., ostentam complexos capacetes, capazes de diversos efeitos de LED, e luvas metálicas. Daft Punk introduziu o traje para muitos telespectadores dos EUA através de uma propaganda para uma apresentação especial de seus vídeos, no bloco Toonami do Cartoon Network. Thomas Bangalter declarou uma vez: "Nós não optamos em nos tornarmos robôs. Houve um acidente em nosso estúdio. Estávamos trabalhando em nosso sampler, e exatamente às 9:09 do dia 9 de setembro de 1999, ele explodiu. Quando recuperamos a consciência, descobrimos que havíamos nos tornado robôs."
A dupla havia afirmado que haviam usado seus disfarces de robôs para fundir facilmente as características dos seres humanos e máquinas. No entanto, Bangalter mais tarde afirmou que os trajes foram, inicialmente, o resultado da timidez. "Mas isso se tornou emocionante do ponto de vista do público. É a ideia de ser um sujeito comum com algum tipo de superpoder." Quando questionado se a dupla expressava-se diferentemente dentro dos trajes robóticos, Bangalter declarou que "Não, nós não precisamos disso. Não é uma questão de ter inibições. É mais como uma versão avançada do glam, onde definitivamente não é você." Com o lançamento de Human After All, as roupas da dupla ficaram um pouco menos complexas por consistirem de jaquetas de couro escuro e versões simplificadas dos capacetes do Discovery. Os macacões foram desenhados por Hedi Slimane.
Segundo Bangalter, a dupla tem uma "regra geral sobre não aparecer em vídeos." Embora a dupla raramente conceda entrevistas, Bangalter é citado como sendo o mais conversador e teimoso. Em relação à fama e ao estrelato, ele disse:

Nós não acreditamos no estrelato. Queremos que o foco seja a música. Se tivermos que criar uma imagem, ela deve ser uma imagem artificial. Essa combinação esconde nossa fisicalidade e também mostra o nosso ponto de vista sobre o estrelato. Não é um compromisso.

Estamos tentando separar o lado privado e o lado público. Só que nós estamos um pouco embaraçados pela coisa toda. Não queremos brincar nesta coisa de estrelato. Não queremos ser reconhecidos nas ruas. Sim. Todos têm nos aceitado usando máscaras em fotos até agora, o que nos faz felizes. Algumas vezes as pessoas ficam um pouco decepcionadas, mas essa é a única maneira que queremos fazer. Achamos que a música é a coisa mais pessoal que podemos dar. O resto é apenas as pessoas levando-se a sério demais, o que é tudo muito chato às vezes.

Na mesma entrevista, ele também foi questionado se o estrelato pode ser evitado.

Sim. Eu acho que as pessoas compreendem o que estamos fazendo. Eu conheço muitas pessoas que talvez gostem do jeito como estamos lidando com as coisas. As pessoas entendem que você não precisa estar nas capas de revistas com a sua cara para fazer boa música. Os pintores e outros artistas, você não os conhece, mas você sabe o que eles estão fazendo. Estamos muito felizes que a ideia em si está se tornando famosa. Na França, você fala de Daft Punk e eu tenho certeza que milhões de pessoas já ouviram falar, mas menos que algumas milhares de pessoas conhecem nossa cara - e é assim que gostamos. Nós controlamos isso, mas não somos nós fisicamente, nossas pessoas. Não queremos encontrar pessoas que são da mesma idade que nós, apertando nossa mão e dizendo, 'Posso ter o seu autógrafo?' porque pensamos que somos exatamente como elas. Mesmo as garotas, elas podem cair de amor com sua música, mas não com você. Você não precisa sempre se comprometer a ser bem sucedido. A brincadeira com máscaras é apenas para tornar mais engraçado. Fotos podem ser chatas. Não queremos todas as poses e atitudes do rock n' roll - elas são completamente estúpidas e ridículas hoje.

Durante a filmagem e desenvolvimento de Daft Punk's Electroma, a dupla fez grandes esforços para evitar de mostrar seus rostos. Durante o set do filme, eles escolheram ser entrevistados com as costas viradas para a câmera. Conforme relatado em outubro de 2006, a banda foi tão longe que chegou a usar um pano preto sobre as suas cabeças durante uma entrevista televisiva.
Acredita-se que o mistério das identidades e a natureza elaborada dos seus disfarces ajudou a aumentar sua popularidade. O status icônico do figurino robótico foi comparado com a maquiagem do KISS e com a jaqueta de couro usada por Iggy Pop. Bangalter afirmou, "A máscara fica muito quente, mas depois de usá-lá durante tanto tempo, estou habituado a isso." Ele também afirmou:

Nunca gostamos de fazer a mesma coisa duas vezes. É mais divertido e interessante para nós fazer algo diferente, se é usando máscaras ou desenvolvendo uma personalidade que mistura ficção e realidade. Estamos felizes em devolver às massas.

## Performances ao vivo

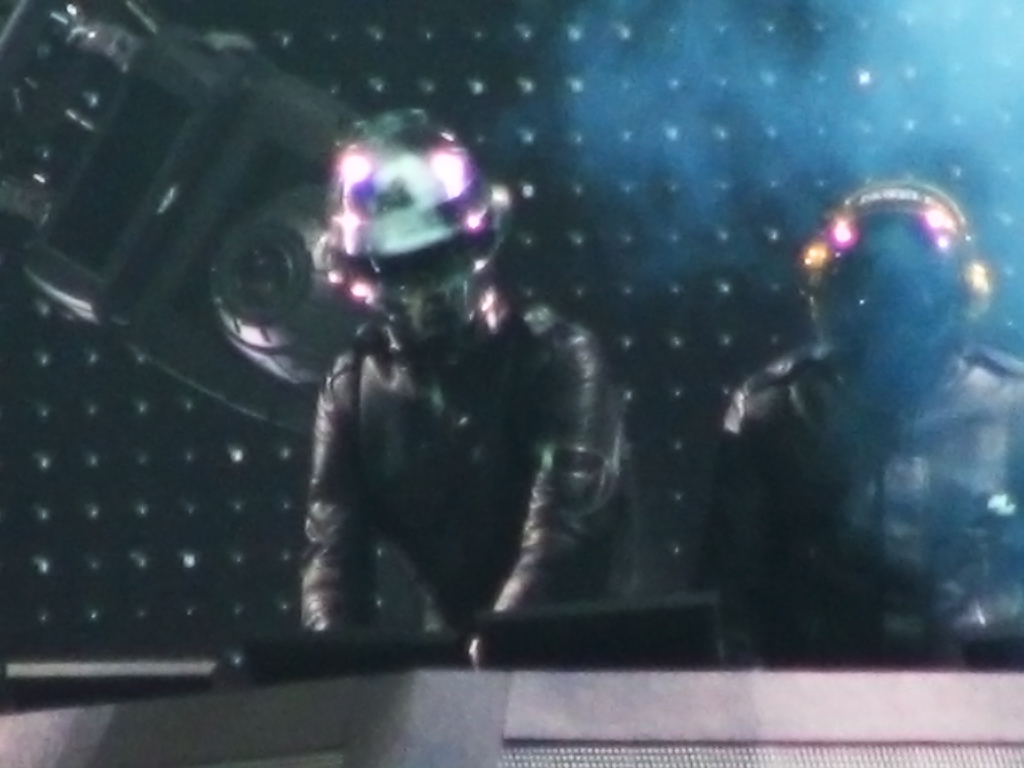
Daft Punk em performance no 2006 Coachella Valley Music and Arts Festival

Da metade ao fim da década de noventa, Daft Punk realizou shows ao vivo, sem os trajes, em muitos lugares, incluindo os Estados Unidos. Em 1996, a dupla se apresentou em um evento da Even Furthur, em Wisconsin, a sua primeira performance em público nos EUA. Além dessas performances originais ao vivo, eles realizaram uma série de apresentações em vários clubes, utilizando discos de vinil da sua coleção. Eles eram conhecidos por incorporar diversos estilos de música em seus aparelhos de DJ.
No Outono de 1997, fizeram a turnê Daftendirektour para promover Homework em várias cidades ao redor do mundo. Para esta turnê, Daft Punk optou por utilizar seu equipamento de estúdio caseiro para os shows ao vivo. Conforme Bangalter declarou, "Tudo estava sincronizado — as máquinas de ritmos, as linhas do baixo. O sequenciador apenas enviava os tempos e controlava as batidas e compassos. No topo desta estrutura, construímos todas estas camadas de 'samples' e diversas partes que poderíamos nos conduzir sempre que quiséssemos." Em 25 de maio de 1997, eles foram vistos em performance no festival Tribal Gathering, em Luton Hoo, Inglaterra, estrelando com Orbital e Kraftwerk. Também digno de nota foi a performance em 8 de novembro, em Birmingham, Reino Unido, da qual veio a gravação de Alive 1997.
No início de 2006, Daft Punk anunciou planos para uma série de shows especiais de verão. Em 29 de abril, Daft Punk realizou uma performance no Coachella Valley Music and Arts Festival, onde recebeu uma recepção eufórica para a sua primeira performance nos EUA desde 1997. Thomas Bangalter inicialmente disse que haveria um DVD para a sua recente performance ao vivo. Mais tarde, ele enfatizou sua relutância para tal lançamento, pois a dupla sentiu que vídeos amadores de suas performances eram mais convincentes do que qualquer coisa capturada profissionalmente. Em uma entrevista ao jornal Miami Herald, Guy-Manuel de Homem-Christo declarou que a sua aparição em 11 de novembro no Bang Music Festival foi a sua final para 2006, e que Daft Punk conduziria mais performances no futuro. A banda depois especificou uma data para um show ao vivo em Bercy, Paris, para junho de 2007. Também foram relatadas as datas no Wireless Festival e RockNess em junho, o festival de Oxegen em julho, e Lollapalooza em agosto. Daft Punk, em seguida, anunciou uma turnê mundial chamada Alive 2007.
Daft Punk tocou no RockNess Festival, nas margens do Lago Ness, na Escócia, em 10 de junho de 2007, como atração principal da tenda Clash, com capacidade para 10.000 pessoas. Para o descontentamento da plateia, o show foi adiado, mas a multidão deu à dupla uma alegre boas-vindas quando apareceram. Devido à popularidade, parte do pavilhão foi removido para permitir que milhares de pessoas de fora vissem o show. Em 16 de junho de 2007, Daft Punk estrelou com sucesso o terceiro dia do O2 Wireless Festival, para reação positiva e críticas. The Times descreveu o conjunto como um "memorável espetáculo sensitivo, tanto deslumbrante quanto ensurdecedor" e o ThisisLondon o declarou como "um quase impecável conjunto de euforia eletro implacável".
Daft Punk estrelou o Stage 2/NME Stage no festival de música Oxegen, em 8 de julho de 2007. Seu set ao vivo foi precedido por uma exibição do trailer para o Daft Punk's Electroma. Relatos subsequentes declararam que a aparição de Daft Punk foi o destaque do festival. NME escreveu que a performance foi "um espetáculo robótico", enquanto Shoutmouth descreveu o conjunto como "tipicamente triunfante". Quatro dias depois, a dupla tocou no Traffic Torino Free Festival, em Parco della Pellerina, em Turim, Itália.
Daft Punk estrelou o palco da AT&T em 3 de agosto de 2007, a primeira noite do festival musical Lollapalooza em Chicago. Seu show foi elogiado pela Pitchfork Media, declarando que a experiência de assistir a performance "foi uma lembrança muito necessária do ainda grande poder do pop comunicativo". Em 5 de agosto eles realizaram uma performance no International Centre, em Toronto, seguido por uma performance em 9 de agosto no KeySpan Park, no Brooklyn, Nova Iorque.
Daft Punk fez o mix e composição da música para o Louis Vuitton Spring/Summer 2008 Womenswear Full Show, em 7 de outubro de 2007. A dupla também estrelou o festival de Vegoose em Las Vegas, em 27 de outubro. Eles apareceram no festival juntos com as bandas Rage Against the Machine, Muse e Queens of the Stone Age. No fim do mês, Daft Punk realizou uma performance na Cidade do México. A dupla também realizou uma performance na sexta-feira, 2 de novembro de 2007, na Arena Monterrey, em Monterrey, México e Guadalajara.

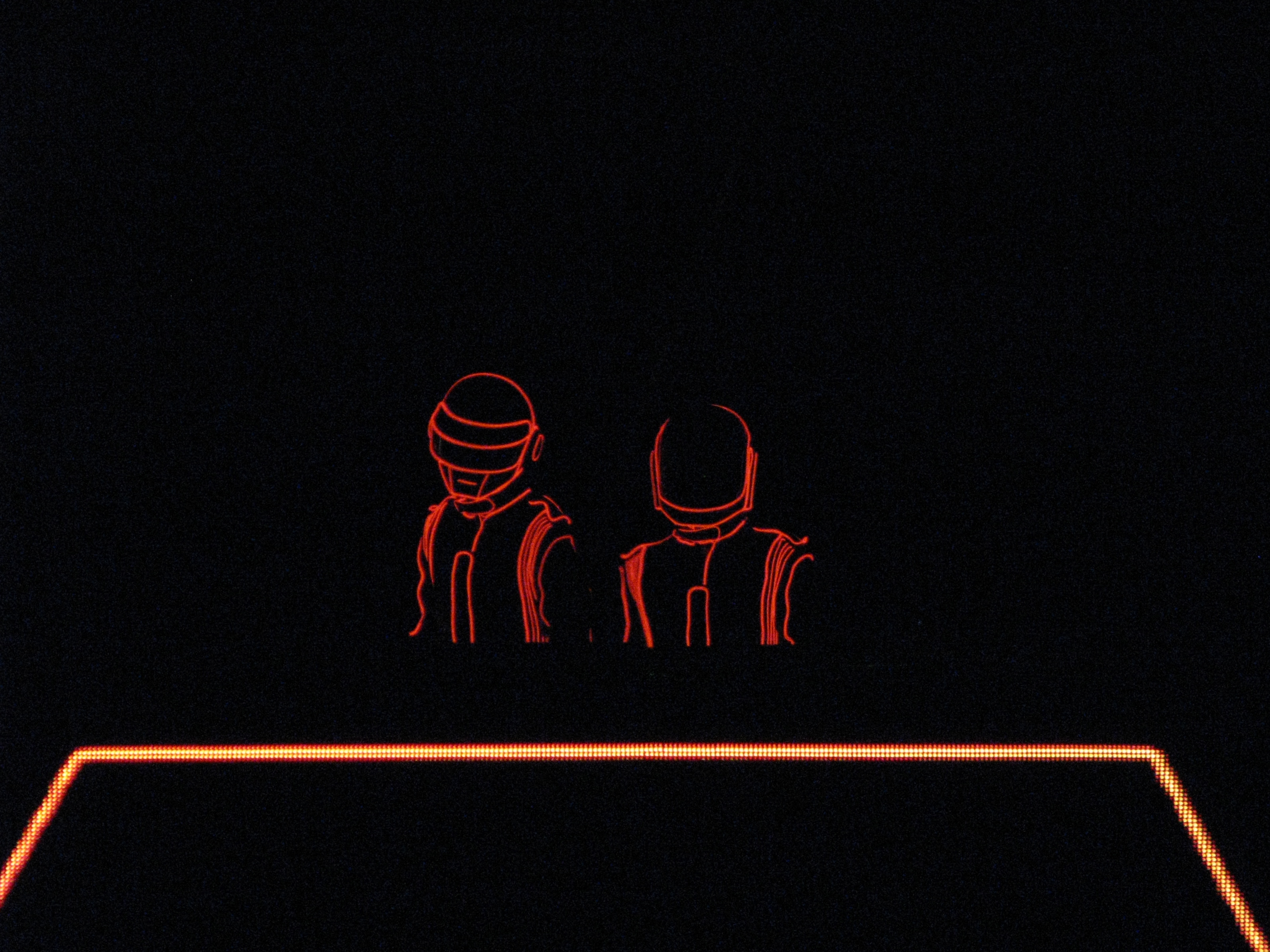
Cena de encerramento da performance de Daft Punk em Sydney em 2007

A Modular Records anunciou que Daft Punk apareceria na Austrália para um evento em dezembro de 2007, chamado Never Ever Land. O anúncio abordou anos de especulação sobre se a dupla visitaria a Austrália para performances ao vivo. Daft Punk foi apoiado por seus atos regulares, SebastiAn e Kavinsky, nas apresentações, as quais tinham sido anunciadas como uma extensão para a turnê Alive 2007. Never Ever Land fez turnê para Melbourne no Sidney Myer Music Bowl, Perth no Esplanade, Brisbane no Riverstage, e finalmente em Sydney, no Sydney Showground Main Arena. Uma entrevista da Triple J com Pedro Winter (Busy P) revelou que a aparição de Daft Punk em Sydney, em 22 de dezembro, seria o show final deles para 2007 e o último a apresentar o esquema de luz da pirâmide. Os ingressos para a turnê australiana venderam mais rápido do que para qualquer evento relacionado a Daft Punk na sua história. A dupla declarou em um webchat ao vivo, patrocinado pela EMI, que não haveria nenhuma turnê para 2008, e que eles iriam, ao invés disso, se focar em novos projetos.
Daft Punk fez uma aparição surpresa no 50th Grammy Awards, em 10 de fevereiro de 2008. A dupla apareceu com Kanye West para apresentar uma versão retrabalhada de "Stronger", no ginásio do Staples Center, em Los Angeles. Para a aparição, Daft Punk utilizou quatro controladores JazzMutant Lemur. Um comunicado à imprensa especificou que esta foi a primeira performance ao vivo televisionada da dupla em sua carreira. A esposa de Bangalter, Élodie Bouchez, também compareceu ao evento.
Em fevereiro de 2009, um website declarou que uma turnê "oculta" foi marcada para 2009. Um evento para 13 de fevereiro de 2009 em Xangai, China, foi mencionado nesse website. Mais tarde foi revelado que se tratava de uma fraude não afiliada com Daft Punk e um golpe para vender ingressos para um evento inexistente. Representantes da banda anunciaram que Daft Punk não tem planos para 2009, mas declararam que a dupla está ansiosa para se apresentar na China durante sua próxima turnê "em 2010 ou 2011". O anúncio também declarou que todos os shows de Daft Punk são e serão postados na sua página oficial no MySpace, e que a página pode, portanto, ser usada para verificar veracidade. Em setembro de 2010, a The Daily Swarm relatou que a dupla ia apresentar sets ao vivo em grandes cidades, para promover o filme Tron: Legacy.
Daft Punk fez uma aparição surpresa durante o bis do show de 20 de outubro de 2010 do Phoenix, no Madison Square Garden, na cidade de Nova Iorque. Eles tocaram uma mistura de "Harder, Better, Faster, Stronger" e "Around the World", antes de serem sucedidos pela canção "1901" do Phoenix. A dupla também incluiu elementos de suas faixas "Rock'n Roll", "Human After All", assim como uma faixa dos projetos secundários de Bangalter, "Together".

## Aparições na mídia e tributos
A popularidade de Daft Punk foi parcialmente atribuída à suas aparições na mídia mainstream. A dupla apareceu com Juliette Lewis numa propaganda para a The Gap, apresentando o single "Digital Love", e foram contratualmente obrigados a aparecerem apenas em roupas da Gap. No verão de 2001, Daft Punk apareceu numa propaganda na grade de programação do Toonami, no Cartoon Network, promovendo o webiste oficial do Toonami e os videoclipes animados da dupla para o seu álbum Discovery. Os videoclipes, mais tarde, apareceram como cenas do longa-metragem Interstella 5555: The 5tory of the 5ecret 5tar 5ystem, na qual Daft Punk faz uma participação especial com seus alter egos robóticos. A dupla, mais tarde, apareceu numa propaganda televisiva vestindo seu capacete da era Discovery para promover o telefone celular Premini, da Sony Ericsson. Seus trajes robóticos também fizeram uma aparição na seção "Masterclass" do DVD From Major to Minor, de Gonzales. Em 2010, Daft Punk apareceu em propagandas da Adidas, promovendo uma linha de roupas com o tema de Star Wars.
A dupla também foi reconhecida em trabalhos de outros artistas. "Losing My Edge", o primeiro single da LCD Soundsystem, vangloriou-se por ser o primeiro a "tocar Daft Punk para as crianças do rock." LCD Soundsystem também gravou "Daft Punk Is Playing at My House", a qual atingiu a 29ª posição no Reino Unidos e foi indicada ao Grammy Award por Melhor Gravação Dance de 2006. O remix de Soulwax para a canção também contém samples de muitas faixas de Daft Punk, assim como faixas de Thomas Bangalter. "Number 1 Girl", do projeto musical holandês Le Le, menciona o nome Thomas Bangalter e Guy-Manuel de Homem-Christo, entre outos produtores e artistas. No episódio "Sally" do programa Flight of the Conchords, um videoclipe de "Robots" é gravado com trajes caseiros de robôs confeccionados pelo empresário da banda, Murray, sobre os quais Jemaine comenta: "Não se parece com Daft Punk. Nós queríamos iguais aos do Daft Punk."
Uma série de faixas de Daft Punk foram tratadas com um sampler ou regravadas por outros artistas. Swizz Beatz usou um sample de "Technologic" em "Touch It", de Busta Rhymes. Em um remix posterior de "Touch It", o verso "touch it, bring it, pay it, watch it, turn it, leave it, start, format it", de "Technologic", foi cantado pelo artista de R&B e rap, Missy Elliott. "Stronger" de 2007, de Kanye West, do álbum Graduation, apresenta um sample vocal de "Harder, Better, Faster, Stronger". O traje robótico de Daft Punk fez uma aparição no videoclipe de "Stronger". A faixa "Daftendirekt", do álbum Homework, foi usada em "So Much Betta", de Janet Jackson, do álbum Discipline de 2008. A faixa "Aerodynamic" foi usada no single de 2008 "Summertime", do rapper Wiley. Um sample de "Veridis Quo", do álbum Discovery, foi usado em "Dream Big", de Jazmine Sullivan, de seu álbum de 2008 Fearless. Os DJ Marc Mysterio e Téo Moss lançaram uma versão cover de "One More Time", apresentando os vocais de Yardi Don. "Around the World" foi usada na canção de 2009 "You Take Me (Around the World)'", de JoJo. "Cowboy George", do The Fall, contém um clipe de "Harder, Better, Faster, Stronger".
Daft Punk também produziu música para outros artistas. Eles produziram o single de estreia de Teriyaki Boyz, "HeartBreaker", do álbum "Beef or Chicken?". A canção contém um sample de "Human After All". Daft Punk mais tarde produziu "Hypnotize U", de N.E.R.D. Daft Punk também apareceu na capa da edição de dezembro de 2010 da publicação britânica Dazed & Confused, para promover o filme Tron: Legacy, para o qual a dupla compôs a trilha. Eles também fizeram uma participação especial dentro do filme como DJ disfarçados no clube noturno "End of Line".
Borderlands: The Pre Sequel game da 2K que mistura FPS com elementos de RPG. Durante a longa campanha referência ícones da cultura pop. No bar de Moxxi, uma dupla de DJs é responsável pelo som ambiente. Ao chegar perto dos personagens, é fácil reconhecer a semelhança com Guy e Thomas, da banda Daft Punk.

## Discografia
- Homework (1997)
- Discovery (2001)
- Human After All (2005)
- Random Access Memories (2013)

## Grammy Awards
Os Grammy Awards são premiados anualmente pela National Academy of Recording Arts and Sciences dos Estados Unidos. Daft Punk recebeu treze indicações e sete prêmios.
| Ano  | Recipiente                                   | Categoria                                      | Resultado |
| ---- | -------------------------------------------- | ---------------------------------------------- | --------- |
| 1998 | "Da Funk"                                    | Melhor Gravação Dance                          | Indicado  |
| 1999 | "Around the World"                           | Melhor Gravação Dance                          | Indicado  |
| 2002 | "One More Time"                              | Melhor Gravação Dance                          | Indicado  |
| 2002 | "Short Circuit"                              | Melhor Performance Pop Instrumental            | Indicado  |
| 2006 | Human After All                              | Melhor Álbum de Eletrônica/Dance               | Indicado  |
| 2009 | "Harder Better Faster Stronger" (Alive 2007) | Melhor Gravação Dance                          | Venceu    |
| 2009 | Alive 2007                                   | Melhor Álbum de Eletrônica/Dance               | Venceu    |
| 2012 | Tron: Legacy                                 | Melhor Trilha Sonora para Mídia Visual         | Indicado  |
| 2014 | "Random Access Memories"                     | Melhor Álbum de Eletrônica/Dance               | Venceu    |
| 2014 | "Random Access Memories"                     | Melhor engenharia de som de álbum não-clássico | Venceu    |
| 2014 | "Random Access Memories"                     | Álbum do Ano                                   | Venceu    |
| 2014 | "Get Lucky"                                  | Single do Ano                                  | Venceu    |
| 2014 | "Get Lucky"                                  | Melhor Performance Pop Duo/Grupo               | Venceu    |